# Eldsdansen (film)
Irene Huss – Eldsdansen är en svensk thriller från 2008. Det är den femte filmen i den första omgången med filmer om kriminalkommissarie Irene Huss.

## Handling
Göteborg drabbas av serie anlagda bränder. Kriminalinspektör Irene Huss börjar utreda en mordbrand som visar sig ha kopplingar till ett femton år gammalt olöst fall. Samtidigt tvingas hon utreda ett knivmord på en gammal dam ute i skärgården, ett fall som till en början inte verkar ha något som helst samband med mordbränderna. Men när Irene gräver djupare i mordfallet upptäcker hon saker som avslöjar gamla sedan länge glömda hemligheter.

## Rollista (urval)
Återkommande:
- Angela Kovács - Irene Huss
- Reuben Sallmander - Krister Huss
- Mikaela Knapp - Jenny Huss
- Felicia Löwerdahl - Katarina Huss
- Lars Brandeby - Sven Andersson
- Dag Malmberg - Jonny Blom
- Anki Lidén - Yvonne Stridner
- Emma Swenninger - Birigtta Moberg
- Eric Ericson - Fredrik Stridh

I detta avsnitt:
- Martin Wallström - Frej Eriksson
- Helén Söderqvist-Henriksson - Angelica Malmborg Eriksson
- Sofia Pekkari - Sophie Malmborg
- Karin Winqvist - Gisela Bagge
- Josefin Neldén - Caroline Hanyia
- Anders Lönnbro - Gunnar Karlsson
- Gunilla Johansson - Annelie
- Johan Gry - Robert Ström
- Inga Landgré - Alinde
- Per-Olof Albrektsson - Gösta